# Jordan Shipley
Jordan Shipley (Temple, 23 dicembre 1985) è un giocatore di football americano statunitense che gioca nel ruolo di wide receiver per i Jacksonville Jaguars della National Football League (NFL). Fu scelto nel corso del terzo giro (84º assoluto) del Draft NFL 2010 dai Cincinnati Bengals. Al college ha giocato a football coi Texas Longhorns.

## Carriera professionistica

### Cincinnati Bengals
Shipley fu scelto nel corso del terzo giro del Draft NFL 2010 dai Cincinnati Bengals. Il 21 ottobre 2010, contro gli Atlanta Falcons, Shipley ricevette 6 passaggi per 131 yard, incluso un touchdown da 64 yard. La stagione da rookie terminò con 52 ricezioni per 600 yard e 2 touchdown. L'anno successivo, durante la gara coi Denver Broncos nella settimana 2, Shipley si ruppe due legamenti del ginocchio, perdendo tutto il resto della stagione. Dopo aver faticato nella pre-stagione 2012 per recuperare, il 17 agosto Shipley fu svincolato.

### Tampa Bay Buccaneers
Shipley firmò coi Tampa Bay Buccaneers il 20 agosto 2012. Con essi disputò una sola gara contro i Dallas Cowboys in cui commise un fumble sul ritorno di un punt, dopo di che fu svincolato.

### Jacksonville Jaguars
Il 20 novembre 2012, Jordan Shipley firmò oci Jacksonville Jaguars. Con essi disputò sei partite, ricevendo 23 passaggi per 244 yard e segnando due touchdown. Il 21 marzo 2013 firmò un nuovo contratto con i Jaguars.

## Vittorie e premi
Nessuno

## Statistiche
| Partite totali      | 24  |
| Partite da titolare | 6   |
| Ricezioni           | 79  |
| Yard ricevute       | 858 |
| Touchdown           | 4   |

Statistiche aggiornate alla stagione 2012